# NASCAR Sprint Cup Series de 2009
A Temporada da NASCAR Sprint Cup Series de 2009 foi a 61ª edição do principal campeonato da Nascar dos Estados Unidos. O campeão foi Jimmie Johnson.

## Calendário
| Calendário da NASCAR Sprint Cup Series de 2009 | Calendário da NASCAR Sprint Cup Series de 2009     | Calendário da NASCAR Sprint Cup Series de 2009                                    | Calendário da NASCAR Sprint Cup Series de 2009 | Calendário da NASCAR Sprint Cup Series de 2009 | Calendário da NASCAR Sprint Cup Series de 2009 | Calendário da NASCAR Sprint Cup Series de 2009 | Calendário da NASCAR Sprint Cup Series de 2009 |
| Data                                           | Corrida                                            | Detalhes                                                                          | Circuito                                       | TV                                             | Rádio1                                         | Horário (US ET*)                               | Vencedor                                       |
| ---------------------------------------------- | -------------------------------------------------- | --------------------------------------------------------------------------------- | ---------------------------------------------- | ---------------------------------------------- | ---------------------------------------------- | ---------------------------------------------- | ---------------------------------------------- |
| 07/02                                          | Budweiser Shootout ♣ ¶                             | 1º Segmento: 25 Voltas; 62,5 mi (101 km); 2º Segmento: 50 Voltas; 125 mi (201 km) | Daytona International Speedway                 | Fox                                            | MRN                                            | 8 PM                                           | Kevin Harvick                                  |
| 12/02                                          | Gatorade Duels ¶ ♥                                 | Duas corridas; Cada uma com: 60 voltas 150 mi (241 km)                            | Daytona International Speedway                 | Speed TV                                       | MRN                                            | 12 noon                                        | Jeff Gordon; Kyle Busch                        |
| 15/02                                          | Daytona 500 ♣                                      | 152 voltas 380 mi (612 km)(corrida encurtada devido a chuva)                      | Daytona International Speedway                 | Fox                                            | MRN                                            | 2 PM                                           | Matt Kenseth                                   |
| 22/02                                          | Auto Club 500                                      | 250 voltas 500 mi (805 km)                                                        | Auto Club Speedway                             | Fox                                            | MRN                                            | 5 PM                                           | Matt Kenseth                                   |
| 01/03                                          | Shelby 427                                         | 285 voltas 427,5 mi (688 km)                                                      | Las Vegas Motor Speedway                       | Fox                                            | PRN                                            | 3:30 PM                                        | Kyle Busch                                     |
| 08/03                                          | Kobalt Tools 500                                   | 330 voltas 508,2 mi (818 km)(corrida encurtada devido a chuva)                    | Atlanta Motor Speedway                         | Fox                                            | PRN                                            | 1:30 PM                                        | Kurt Busch                                     |
| 22/03                                          | Food City 500                                      | 503 voltas 268,1 mi (431 km)(corrida encurtada devido a chuva)                    | Bristol Motor Speedway                         | Fox                                            | PRN                                            | 1:30 PM                                        | Kyle Busch                                     |
| 29/03                                          | Goody's Fast Relief 500                            | 500 voltas 263 mi (423 km)                                                        | Martinsville Speedway                          | Fox                                            | MRN                                            | 1:30 PM                                        | Jimmie Johnson                                 |
| 05/04                                          | Samsung 500                                        | 334 voltas 501 mi (806 km)                                                        | Texas Motor Speedway                           | Fox                                            | PRN                                            | 1:30 PM                                        | Jeff Gordon                                    |
| 18/04                                          | Subway Fresh Fit 500 ♣                             | 312 voltas 500 km (311 mi)                                                        | Phoenix International Raceway                  | Fox                                            | MRN                                            | 8 PM                                           | Mark Martin                                    |
| 26/04                                          | Aaron's 499                                        | 188 voltas 500,8 mi (806 km)                                                      | Talladega Superspeedway                        | Fox                                            | MRN                                            | 1 PM                                           | Brad Keselowski                                |
| 02/05                                          | Crown Royal Presents The Russell Friedman 400 ♣    | 400 voltas 300 mi (483 km)                                                        | Richmond International Raceway                 | Fox                                            | MRN                                            | 7 PM                                           | Kyle Busch                                     |
| 09/05                                          | Southern 500 presented by GoDaddy.com ♣            | 367 voltas 501,322 mi (807 km)                                                    | Darlington Raceway                             | Fox                                            | MRN                                            | 7 PM                                           | Mark Martin                                    |
| 16/05                                          | NASCAR Sprint Shootout and All-Star Race XXV ¶ ♣   |                                                                                   | Lowe's Motor Speedway                          | Speed Channel                                  | MRN                                            | 7 PM                                           | Sam Hornish, Jr. (Shootout); Tony Stewart      |
| 24/05§                                         | Coca-Cola 600 ♣                                    | 227 voltas 341,5 mi (550 km)(corrida encurtada devido a chuva)                    | Lowe's Motor Speedway                          | Fox                                            | PRN                                            | 5 PM (12 noon 5/25)                            | David Reutimann                                |
| 31/05                                          | Autism Speaks 400 presented by Heluva Good! Cheese | 400 voltas 400 mi (644 km)                                                        | Dover International Speedway                   | Fox                                            | MRN                                            | 1:30 PM                                        | Jimmie Johnson                                 |
| 07/06                                          | Pocono 500                                         | 200 voltas 500 mi (805 km)                                                        | Pocono Raceway                                 | TNT                                            | MRN                                            | 12:30 PM                                       | Tony Stewart                                   |
| 14/06                                          | Lifelock 400                                       | 200 voltas 400 mi (644 km)                                                        | Michigan International Speedway                | TNT                                            | MRN                                            | 12:30 PM                                       | Mark Martin                                    |
| 21/06                                          | Toyota/Save Mart 350                               | 113 voltas 360 km (224 mi)(corrida encurtada devido a chuva)                      | Infineon Raceway                               | TNT                                            | PRN                                            | 3:30 PM                                        | Kasey Kahne                                    |
| 28/06                                          | Lenox Industrial Tools 301                         | 273 voltas 289,389 mi (466 km)(corrida encurtada devido a chuva)                  | New Hampshire Motor Speedway                   | TNT                                            | PRN                                            | 12:30 PM                                       | Joey Logano                                    |
| 04/07                                          | Coke Zero 400 ♣                                    | 160 voltas 400 mi (644 km)                                                        | Daytona International Speedway                 | TNT                                            | MRN                                            | 6:30 PM                                        | Tony Stewart                                   |
| 11/07                                          | LifeLock.com 400 ♣                                 | 267 voltas 400,5 mi (645 km)                                                      | Chicagoland Speedway                           | TNT                                            | MRN                                            | 6:30 PM                                        | Mark Martin                                    |
| 26/07                                          | Allstate 400 at the Brickyard                      | 160 voltas 400 mi (644 km)                                                        | Indianapolis Motor Speedway                    | ESPN                                           | IMSRN†                                         | 1 PM                                           | Jimmie Johnson                                 |
| 02/08§                                         | Sunoco American Red Cross Pennsylvania 500         | 200 voltas 500 mi (805 km)                                                        | Pocono Raceway                                 | ESPN                                           | MRN                                            | 1 PM (12 noon 8/3)                             | Denny Hamlin                                   |
| 09/08§                                         | Heluva Good! Sour Cream Dips at The Glen           | 90 voltas 220,5 mi (355 km)                                                       | Watkins Glen International                     | ESPN                                           | MRN                                            | 1 PM (12 noon 8/10)                            | Tony Stewart                                   |
| 16/08                                          | CARFAX 400                                         | 200 voltas 400 mi (644 km)                                                        | Michigan International Speedway                | ESPN                                           | MRN                                            | 1 PM                                           | Brian Vickers                                  |
| 22/08                                          | Sharpie 500 ♣                                      | 500 voltas 266,5 mi (429 km)                                                      | Bristol Motor Speedway                         | ESPN                                           | PRN                                            | 6:30 PM                                        | Kyle Busch                                     |
| 06/09                                          | Pep Boys Auto 500 ♣                                | 325 voltas 500,5 mi (805 km)                                                      | Atlanta Motor Speedway                         | ESPN                                           | PRN                                            | 7 PM                                           | Kasey Kahne                                    |
| 12/09                                          | Chevy Rock & Roll 400 ♣                            | 400 voltas 300 mi (483 km)                                                        | Richmond International Raceway                 | ABC                                            | MRN                                            | 7 PM                                           | Denny Hamlin                                   |
| Chase da NASCAR Sprint Cup Series de 2009      |                                                    |                                                                                   |                                                |                                                |                                                |                                                |                                                |
| 20/09                                          | Sylvania 300                                       | 300 voltas 317,4 mi (511 km)                                                      | New Hampshire Motor Speedway                   | ABC                                            | PRN                                            | 1 PM                                           | Mark Martin                                    |
| 27/09                                          | AAA 400                                            | 400 voltas 400 mi (644 km)                                                        | Dover International Speedway                   | ABC                                            | MRN                                            | 1 PM                                           | Jimmie Johnson                                 |
| 04/10                                          | Price Chopper 400                                  | 267 voltas 400,5 mi (645 km)                                                      | Kansas Speedway                                | ABC                                            | MRN                                            | 1 PM                                           | Tony Stewart                                   |
| 11/10                                          | Pepsi 500                                          | 250 voltas 500 mi (805 km)                                                        | Auto Club Speedway                             | ABC                                            | MRN                                            | 3 PM                                           | Jimmie Johnson                                 |
| 17/10                                          | NASCAR Banking 500 only from Bank of America ♣     | 334 voltas 501 mi (806 km)                                                        | Lowe's Motor Speedway                          | ABC                                            | PRN                                            | 7 PM                                           | Jimmie Johnson                                 |
| 25/10                                          | TUMS Fast Relief 500                               | 501 voltas 264 mi (425 km)                                                        | Martinsville Speedway                          | ABC                                            | MRN                                            | 1 PM                                           | Denny Hamlin                                   |
| 01/11                                          | AMP Energy 500                                     | 191 voltas 508,8 mi (819 km)                                                      | Talladega Superspeedway                        | ABC                                            | MRN                                            | 1 PM                                           | Jamie McMurray                                 |
| 08/11                                          | AAA Texas 500                                      | 334 voltas 501 mi (806 km)                                                        | Texas Motor Speedway                           | ABC                                            | PRN                                            | 3 PM                                           | Kurt Busch                                     |
| 15/11                                          | Checker O'Reilly Auto Parts 500                    | 312 voltas 310 mi (499 km)                                                        | Phoenix International Raceway                  | ABC                                            | MRN                                            | 3 PM                                           | Jimmie Johnson                                 |
| 22/11                                          | Ford 400 ♣                                         | 267 voltas 400,5 mi (645 km)                                                      | Homestead-Miami Speedway                       | ABC                                            | MRN                                            | 3 PM                                           | Denny Hamlin                                   |

## Pilotos e equipes
Pilotos Classificados para o Chase For the Sprint Cup 2009.
| #  | Piloto | Carro            | TC/TP    | Equipe                             |
| -- | --- | ---------------- | -------- | ---------------------------------- |
| 00 | David Reutimann | Toyota           | Completa | Michael Waltrip Racing             |
| 02 | David Gilliland 3 Brandon Ash 3                                                                                    | Toyota Chevrolet | Parcial  | Joe Gibbs Racing Ash Motorsports   |
| 04 | P. J. Jones 2 David Gilliland 1                                                                                    | Toyota           | Parcial  | Robby Gordon Motorsports           |
| 06 | Trevor Boys 2 David Starr 2                                                                                        | Dodge            | Parcial  | Boys Will Be Boys Racing Co.       |
| 07 | Casey Mears | Chevrolet        | Completa | Richard Childress Racing           |
| 08 | Boris Said 3 Terry Labonte 5 §                                                                                     | Ford Toyota      | Parcial  | Carter/Simo Racing                 |
| 09 | Brad Keselowski 6 Sterling Marlin 12 Mike Bliss 12 Ron Fellows 2 Aric Almirola 2 David Gilliland 1 David Stremme 1 | Chevrolet/Dodge  | Completa | Phoenix Racing                     |
| 1  | Martin Truex Jr.                                                                                                   | Chevrolet        | Completa | Earnhardt Ganassi Racing           |
| 2  | Kurt Busch § | Dodge            | Completa | Penske Championship Racing         |
| 4  | Eric McClure 1 Scott Wimmer 2                                                                                      | Chevrolet        | Parcial  | Morgan-McClure Motorsports         |
| 5  | Mark Martin | Chevrolet        | Completa | Hendrick Motorsports               |
| 6  | David Ragan | Ford             | Completa | Roush Fenway Racing                |
| 7  | Robby Gordon 35 David Gilliland 1                                                                                  | Toyota           | Completa | Robby Gordon Motorsports           |
| 8  | Aric Almirola 7 | Chevrolet        | Parcial  | Earnhardt Ganassi Racing           |
| 9  | Kasey Kahne | Dodge            | Completa | Richard Petty Motorsports          |
| 11 | Denny Hamlin | Toyota           | Completa | Joe Gibbs Racing                   |
| 12 | David Stremme 33 Brad Keselowski 3                                                                                 | Dodge            | Completa | Penske Championship Racing         |
| 13 | Max Papis 21 (R)                                                                                                   | Toyota           | Parcial  | Germain Racing                     |
| 14 | Tony Stewart § | Chevrolet        | Completa | Stewart Haas Racing                |
| 16 | Greg Biffle | Ford             | Completa | Roush Fenway Racing                |
| 17 | Matt Kenseth § | Ford             | Completa | Roush Fenway Racing                |
| 18 | Kyle Busch | Toyota           | Completa | Joe Gibbs Racing                   |
| 19 | Elliott Sadler | Dodge            | Completa | Richard Petty Motorsports          |
| 20 | Joey Logano (R) | Toyota           | Completa | Joe Gibbs Racing                   |
| 21 | Bill Elliott 12 § David Gilliland 1                                                                                | Ford             | Parcial  | Wood Brothers Racing               |
| 23 | Mike Skinner 1 | Chevrolet        | Parcial  | R3 Motorsports                     |
| 24 | Jeff Gordon § | Chevrolet        | Completa | Hendrick Motorsports               |
| 25 | Brad Keselowski 8                                                                                                  | Chevrolet        | Parcial  | Hendrick Motorsports               |
| 26 | Jamie McMurray | Ford             | Completa | Roush Fenway Racing                |
| 27 | Kirk Shelmerdine 1 Tom Hubert 1 Ted Christopher 1                                                                  | Toyota           | Parcial  | Kirk Shelmerdine Racing            |
| 28 | Travis Kvapil | Ford             | Parcial  | Yates Racing                       |
| 29 | Kevin Harvick | Chevrolet        | Completa | Richard Childress Racing           |
| 31 | Jeff Burton | Chevrolet        | Completa | Richard Childress Racing           |
| 33 | Clint Bowyer | Chevrolet        | Completa | Richard Childress Racing           |
| 34 | John Andretti Tony Raines                                                                                          | Chevrolet        | Completa | Front Row Motorsports              |
| 35 | Todd Bodine | Toyota           | Parcial  | Germain Racing                     |
| 36 | Scott Riggs Mike Skinner Patrick Carpentier Brian Simo Michael McDowell Robert Richardson                          | Toyota           | Completa | Tommy Baldwin Racing               |
| 37 | Tony Raines Chris Cook Tony Ave Kevin Hamlin Travis Kvapil                                                         | Dodge            | Parcial  | Front Row Motorsports              |
| 39 | Ryan Newman | Chevrolet        | Completa | Stewart Haas Racing                |
| 41 | Jeremy Mayfield J. J. Yeley                                                                                        | Toyota           | Parcial  | Mayfield Motorsports               |
| 42 | Juan Pablo Montoya                                                                                                 | Chevrolet        | Completa | Earnhardt Ganassi Racing           |
| 43 | Reed Sorenson | Dodge            | Completa | Richard Petty Motorsports          |
| 44 | A. J. Allmendinger                                                                                                 | Dodge            | Completa | Richard Petty Motorsports          |
| 46 | Carl Long Dennis Setzer                                                                                            | Dodge            | Parcial  | Carl Long Racing                   |
| 47 | Marcos Ambrose | Toyota           | Completa | JTG Daugherty Racing               |
| 48 | Jimmie Johnson §                                                                                                   | Chevrolet        | Completa | Hendrick Motorsports               |
| 51 | Kelly Bires Dexter Bean David Starr                                                                                | Chevrolet        | Parcial  | Blackjack Racing                   |
| 55 | Michael Waltrip Patrick Carpentier                                                                                 | Toyota           | Completa | Michael Waltrip Racing             |
| 57 | Norm Benning | Chevrolet        | Parcial  | Norm Benning Racing                |
| 60 | James Hylton Boris Said                                                                                            | Dodge            | Parcial  | Carter/Simo Racing                 |
| 64 | Geoff Bodine Todd Bodine Larry Gunselman Mike Wallace Derrike Cope                                                 | Toyota           | Parcial  | Gunselman Racing                   |
| 66 | Terry Labonte § Dave Blaney Michael McDowell                                                                       | Toyota           | Completa | Prism Motorsports                  |
| 70 | David Gilliland | Chevrolet        | Parcial  | TRG Motorsports                    |
| 71 | Mike Wallace David Gilliland Andy Lally Bobby Labonte § Mike Bliss                                                 | Chevrolet        | Completa | TRG Motorsports                    |
| 73 | Mike Garvey Tony Raines Josh Wise                                                                                  | Dodge            | Parcial  | H&S Motorsports                    |
| 75 | Derrike Cope | Dodge            | Parcial  | Cope / Keller Racing               |
| 77 | Sam Hornish Jr. | Dodge            | Completa | Penske Championship Racing         |
| 78 | Regan Smith | Chevrolet        | Parcial  | Furniture Row Racing               |
| 82 | Scott Speed (R) | Toyota           | Completa | Red Bull Racing Team               |
| 83 | Brian Vickers | Toyota           | Completa | Red Bull Racing Team               |
| 87 | Joe Nemechek Scott Speed (R)                                                                                       | Toyota           | Completa | NEMCO Motorsports                  |
| 88 | Dale Earnhardt Jr.                                                                                                 | Chevrolet        | Completa | Hendrick Motorsports               |
| 96 | Bobby Labonte § Erik Darnell (R)                                                                                   | Ford             | Completa | Hall of Fame Racing / Yates Racing |
| 98 | Paul Menard | Ford             | Completa | Yates Racing                       |
| 99 | Carl Edwards | Ford             | Completa | Roush Fenway Racing                |

Notas
- §: Ex-Campeões da Categoria.
- (R) Pilotos que disputam o prêmio de Novato do Ano (Rookie)

## Classificação final - Top 12

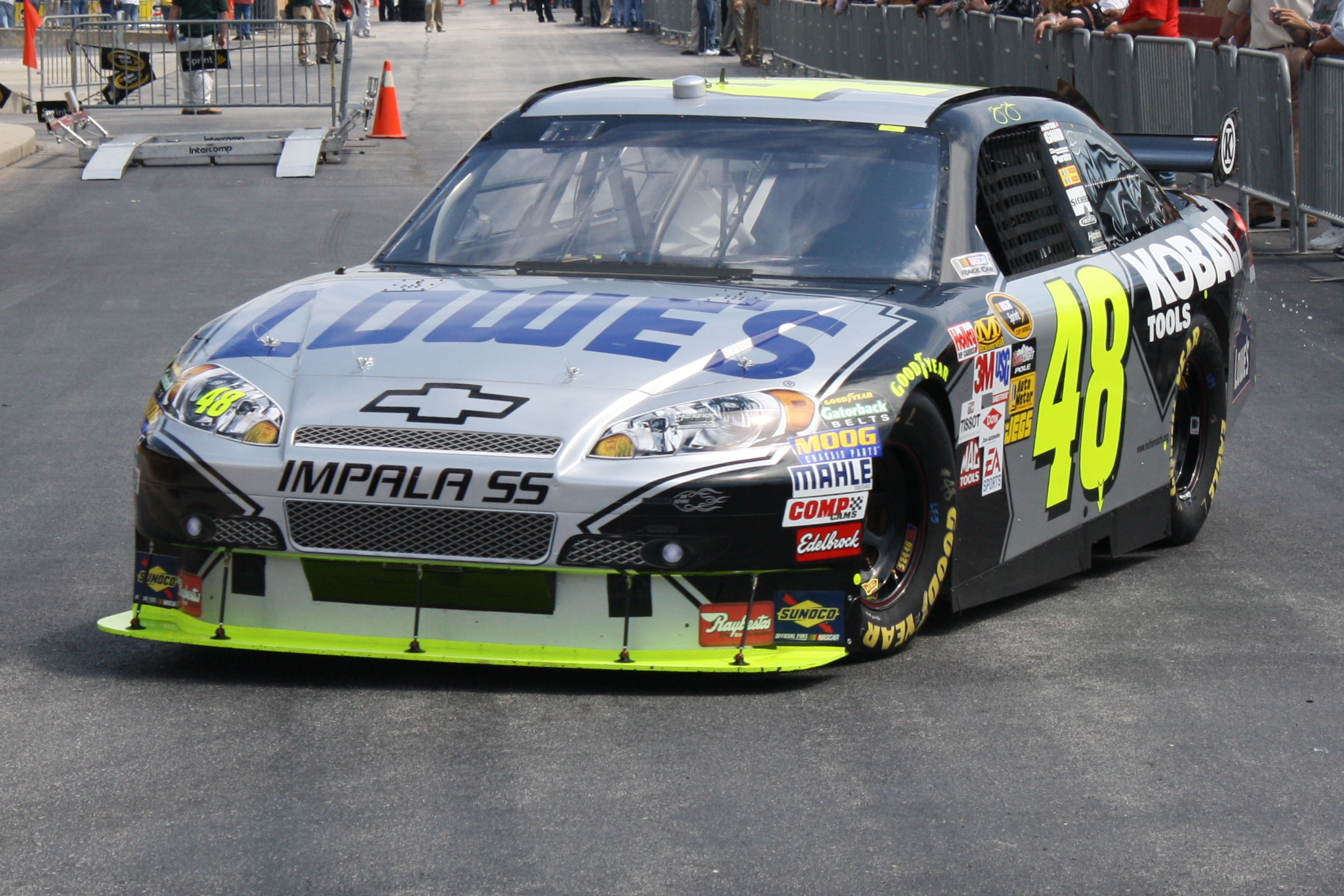
Jimmie Johnson com seu Chevrolet Impala.

|    | Piloto             | Time                      | Auto      | V | Pts  |
| -- | ------------------ | ------------------------- | --------- | - | ---- |
| 1  | Jimmie Johnson     | Hendrick Motorsports      | Chevrolet | 7 | 6652 |
| 2  | Mark Martin        | Hendrick Motorsports      | Chevrolet | 5 | 6511 |
| 3  | Jeff Gordon        | Hendrick Motorsports      | Chevrolet | 1 | 6473 |
| 4  | Kurt Busch         | Penske Racing             | Dodge     | 2 | 6446 |
| 5  | Denny Hamlin       | Joe Gibbs Racing          | Toyota    | 4 | 6335 |
| 6  | Tony Stewart       | Stewart Haas Racing       | Chevrolet | 4 | 6309 |
| 7  | Greg Biffle        | Roush Fenway Racing       | Ford      | 0 | 6292 |
| 8  | Juan Pablo Montoya | Earnhardt Ganassi Racing  | Chevrolet | 0 | 6252 |
| 9  | Ryan Newman        | Stewart Haas Racing       | Chevrolet | 0 | 6175 |
| 10 | Kasey Kahne        | Richard Petty Motorsports | Dodge     | 2 | 6128 |
| 11 | Carl Edwards       | Roush Fenway Racing       | Ford      | 0 | 6118 |
| 12 | Brian Vickers      | Red Bull Racing Team      | Toyota    | 1 | 5929 |